# Жетулиу (фильм)
«Жетулиу» (порт. Getúlio) — фильм режиссёра Жуана Жардина совместного бразильско производства c Тони Рамосом в главной роли в роли президента Бразилии Жетулио Варгаса. Сюжет фильма основан на последних моментах кризиса, за 19 дней приведшего к смерти тогдашнего президента, 24 августа 1954 года.

## В ролях
- Тони Рамос:[3] Жетулиу Варгас
- Дрика Морайс: Альзира Варгас
- Александер Боржис: Карлос Ласерда
- Тиагу Юстино: Грегорио Фортунато
- Джексон Анту́нес: Жуан Кафе Филью
- Мишель Берковитч: Танкреду Невис
- Кларис Абужамра: Дарси Варгас

## Награды
В 2015 году на Grande Prêmio do Cinema Brasileiro фильм получил три награды:
- Тони Рамос как лучший актер;
- Тьяго Маркес как лучший художественный руководитель;
- Мартин Масиас Трухильо — лучший визажист.